# Lolo Ferrari
Lolo Ferrari, vagy Lollo Ferrari, szül. Ève Geneviève Aline Vallois, (Clermont-Ferrand, 1963. február 9. – Grasse, 2000. március 5.) francia táncosnő, énekesnő, fotómodell, erotikus és pornószínésznő, aki arról volt hírhedt, hogy számtalan plasztikai beavatkozáson esett át, amelynek során hatalmas méretűre növelték a melleit. Végül ezek a túlzásba vitt beavatkozások is hozzájárultak korai halálához.

## Élete

### Ifjúkora
Saját „hivatalos” életrajzai szerint Ève Vallois a közép-franciaországi Clermont-Ferrand-ban született 1970. november 8-án, négy gyermek közül másodikként. Más közzétett adat szerint születési ideje 1963. február 9., az 1970-es évszám későbbi tudatos hamisítás. Értelmiségi, de problémás családban nőtt fel. Apját, a francia nukleáris program egyik vezetőjét, Bretagne-ba helyezték, amikor Ève még kicsi volt, így a család a Loire-Atlantique megyei La Baule üdülőhelyre költözött.
Serdülő korában anyja gyakran verte, és mondogatta neki, hogy csúnya, visszataszító, buta, és hogy soha nem fog olyan férfit találni, aki megkívánná. Ezek az élmények valószínűleg súlyosabb lelki sérülést okozhattak Ève-nek, bizonytalan és sérülékeny személyiséggé vált. Ez, hozzáadódva más motivációkhoz, a pénz és a hírnév hajhászásának vágyához, meghatározta későbbi életének alakulását. Már serdülő korától manökenként kapott kisebb munkákat. 16 (vagy 24?) éves korában érettségizett a helyi gimnáziumban. Tanárai szerint megalapozott karrierre számíthatott, az egészségügyben, vagy tanárként. Úgy tűnik, senki sem vette észre, milyen mély lelki sebeket hordoz.
1988-ban 17 (vagy 25?) évesen férjhez ment Eric Vigne szórakoztatóipari menedzserhez, aki 22 (vagy 15?) évvel idősebb volt nála. Röviddel az esküvő után a férj rábeszélte, hogy Ève aktfényképekhez álljon modellt, ezzel sok pénzt kerestek. Két évvel később forgatta első pornófilmszerepeit, szilikonmentes keblekkel. Amikor a konkurencia túl nagy lett, a férj azt találta ki, hogy Ève-et átformálja Lolo-vá. A férj számítógépén tervezte meg Ève testének új alakját.

### Karrierje

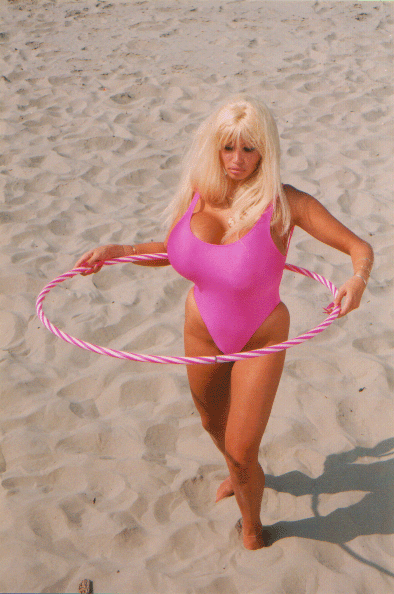
Lolo Ferrari a Camping Cosmos c. filmben Pamela Andersont parodizálja

Ève Valois a Lolo (vagy Lollo) Ferrari művésznevet vette föl, ebben a Lolo szó francia szlengben tejet, női mellet jelent. Ehhez társította anyai nagyapjának vezetéknevét, a Ferrarit. Ez utóbbit bíróság előtt kellett megvédenie, mert az olasz Ferrari autógyár kifogást emelt a védett márkanév használatáért.
Férje, aki egyben a menedzsere is lett, rávette Ève-et, hogy vesse alá magát 25 plasztikai sebészeti műtétnek. Ève mindent végigcsinált: arcát felvarrták, szemeit újraformálták, orrát átszabták, érzéki, duzzadt ajkakat kapott. A legfontosabb beavatkozásokat azonban a keblein végezték: mellbősége a műtétek után 180 cm lett. Mellének bőrét a maximumig feszítették. A Guinness Rekordok Könyve (2003) szerint mellei egyenként 2,8 kg-ot nyomtak és 3 liter töltőfolyadékot tartalmaztak. Olyanná lett, mintha egy képregényből lépett volna elő. Megválasztották a „világ legnagyobb mellű nőjének”.
Az éremnek azonban másik oldala is volt. Ève-nek különleges (54 J) méretű és extra erős szerkezetű melltartót (brassière-t) kellett hordania. A műtétek következtében fájdalmaktól szenvedett, és nagyon erős gyógyszereket kellett rendszeresen szednie. Melleinek mérete és súlya miatt állandó hátfájások gyötörték, éjszaka sem hason, sem hanyatt nem alhatott. A pihenés hiánya tovább rontotta egészségi állapotát. Rettegett a repülőút gondolatától, mert hatalmas mellei a nyomáscsökkenés miatt hajlamosak voltak szétrobbanni. A legtöbb nyugtalanságra azonban mentális állapota adott okot, annál is inkább, mert ezt sohasem vizsgáltatta ki. Férje szerint folyamatosan depresszióban szenvedett, de szenvedéseinek valódi okai vitathatatlanul a rendkívüli testméreteiből adódó zavarok voltak.
Filmszínésznőként 1995-ös cannes-i filmfesztiválon tűnt fel, Jan Bucquoy rendező kultuszfilmjében, a „Camping Cosmos”-ban, már Lolo Ferrari néven. A film producere a belga Francis De Smet volt. Lolo mellei hatalmas feltűnést keltettek. Ezt a publicitást kihasználva rendszeres szerepet kapott a „Eurotrash” c. műsorban, amit a British Channel 4 sugárzott. A média kavargott körülötte, ez újabb műsorokhoz vezette el. Fellépett táncos mulatókban (cabarets) is, ahol énekelt, és sztriptíz számokat mutatott be.
Megpróbálkozott erotikus filmekben is, de hamarosan a kemény pornó felé fordult. Modellt állt a Color Climax pornográf magazinnak. Két dalából („Air Bag Generation” és „Set Me Free”) lemezfelvételt készített, abban a reményben, hogy karriert csinálhat a popzene műfajában, de kudarcot vallott. Megpróbált egy fehérnemű márkával megjelenni („Lolo Ferrari Underwear”), de a Ferrari autógyár figyelmeztetésére letett erről. Végül úgy végezte, hogy semmi sem vált belőle, csak piaci látványosság, cirkuszi csodalény, obszcén bekiabálások célpontja, kultusztárgy.
Az 1990-es évek végén Lolo férje, Eric Vigne két további táncosnőt szervezett be, akiknek finanszírozta a Lolóét megközelítő méretű implantátumok műtéti beépítését. Lolóból és két, hasonlóan extrém dúskeblűvé operált társnőjéből Vigne megalakította a Silicone Girls erotikus ének- és táncegyüttest. (Lolo halála után a lányok elmondták, Vigne rá akarta beszélni őket, hogy még a feleségéénél is nagyobb méretű implantátumok behelyezésére szerződjenek vele).

### Halála
2000. március 5-én reggel élettelenül találták grasse-i otthonában. Előzőleg nagy adag erős gyógyszert vett be. Férje azt állította, Lolónak már a saját temetésén járt az esze, röviddel halála előtt ellátogatott egy kegyeleti irodába, és azt kívánta, hogy fehér koporsóba tegyék, kedvenc plüssmackójával. Lolo családja azonban a férj bűnösségét gyanította, és polgári eljárást indított ellene.

### További fejlemények
Férjét, Eric Vigne-t 2002. március 2-án letartóztatták, és egy évig vizsgálati fogságban tartották, mert újabb bizonyítékok megingatták az általa előadott verziót. Úgy tűnik, a Lolo által lenyelt gyógyszerek még nem kerültek be a véráramba, azaz hatásukat még nem fejthették ki, ugyanakkor a testen fojtogatás nyomait találták. A halál pontos okát még nem sikerült kideríteni, az egyik verzió szerint a túlsúlyos mellek okozta testi fájdalmak, ízületi deformációk miatt Lolo éveken át folyamatosan szedett nagy mennyiségű fájdalomcsillapítót, a súlyos mellek és többször műtött orr akadályozta a légzésben, mindezek kiválthattak a légzés és keringés leállását, amelyből már nem ébredt föl. A francia rendőrség gyilkosságra gyanakodott, bizonyítékokat keresett. A férjet 2003-ban szabadlábra helyezték, bár egy ideig rendőri felügyelet alatt maradt.
Lolo Ferrari halálának pontos okát nem sikerült megállapítani. 2007-ben a vizsgálati eljárást megszüntették. 2008-ban Eric Vigne keresetet nyújtott be az Igazságügyi Minisztérium ellen. Jogtalan fogvatartás címén 230 000 eurót követelt, amit meg is ítéltek neki. Azóta minden fórumon ártatlanságát hangoztatja.
2013 januárjában a Plon kiadónál megjelent Alma Brami francia írónő „Lolo le roman” (Lolo regénye) c. könyve, ebben Lolo férjét – akit a szerző „Alain” néven emleget – erőszakos és perverz személynek írja le. Vigne becsületsértés címén beperelte a szerzőt, de a bíróság elutasította keresetét, a regényt szabad fikciónak minősítve.
2015-ben megerősítették, hogy 37 évesen halt meg, és valóban 1963-ban született.

## Testi jellemzői
- Szeme kék, haja szőke, magassága 163 cm, testsúlya 56 kg.
- Eredeti testméretei: 54G-24-36 (130H-61-91)

## Filmjei
| - Le Chagrin des Belges (Verdriet van België, Het), 1994 - La vie sexuelle des Belges II, 1996 - Big DD, 1996 - Camping Cosmos, 1996, rend. Jan Bucquoy - Double Airbags, 1996 | - Le King de ces Dames 1999 - Lolo Ferrari Special – The Biggest Tits In The World - Planet Boobs, 1996 - Quasimodo d'El Paris 1999, rend. Patrick Timsit (a tündér szerepében) - Der Generalmanager oder How to sell a tit wonder, 2006 |

## Lemezei
- Airbag Generation (CD Single), 1996. – A lemez az „Airbag Generation” című dal eredeti,és további 5 feldolgozását tartalmazza. A dal eredeti változatából videóklip is készült.